# Javier Valdecantos
Javier Matías Valdecantos (Buenos Aires, Argentina, 3 de junio de 1958) es un preparador físico argentino.

## Trayectoria
Egresó como licenciado en Alto Rendimiento Deportivo por la Universidad Nacional de Lomas de Zamora. En sus comienzos, trabajó como preparador físico de tenistas como David Nalbandian, José Acasuso, Javier Frana y Florencia Labat. En 1992, pasó a ser el preparador físico personal de Diego Armando Maradona. Ese mismo año comenzó a trabajar como preparador físico del C. Ferro Carril Oeste, que por entonces disputaba la Primera División de Argentina. En 1994, es fichado por el C. Gimnasia y Esgrima (LP). En 1999, Carlos Timoteo Griguol se lo llevó al Real Betis Balompié de España. Al año siguiente, se concretó su retorno a C. Gimnasia y Esgrima (LP). Entre 2002 y 2003 fue el preparador físico de Racing Club. En 2004 trabajó con C. A. San Lorenzo de Almagro, pero en 2005 volvió al club racinguista. Entre 2007 y 2008 estuvo con el C. Olimpia de Paraguay. En 2008 lo contrató C. A. Huracán y, al año siguiente, C. Gimnasia y Esgrima (LP) por tercera ocasión. En 2010 trabajó con C. Nacional de Football de Uruguay y, entre 2011 y 2012, con Querétaro F. C. de México. Desde 2012 hasta 2015 fue preparador físico de C. A. Lanús. En 2016, Guillermo Barros Schelotto lo incluyó dentro del cuerpo técnico de C. A. Boca Juniors.

## Clubes como preparador físico
| Club                         | País           | Año       |
| ---------------------------- | -------------- | --------- |
| C. Ferro Carril Oeste        | Argentina      | 1992-1994 |
| C. Gimnasia y Esgrima (LP)   | Argentina      | 1994-1999 |
| Real Betis Balompié          | España         | 1999-2000 |
| C. Gimnasia y Esgrima (LP)   | Argentina      | 2000-2001 |
| Racing Club                  | Argentina      | 2002-2003 |
| C. A. San Lorenzo de Almagro | Argentina      | 2004-2005 |
| Racing Club                  | Argentina      | 2005      |
| C. Olimpia                   | Paraguay       | 2007-2008 |
| C. A. Huracán                | Argentina      | 2008      |
| C. Gimnasia y Esgrima (LP)   | Argentina      | 2009      |
| C. Nacional de Football      | Uruguay        | 2010      |
| Querétaro F. C.              | México         | 2011-2012 |
| C. A. Lanús                  | Argentina      | 2012-2015 |
| C. A. Boca Juniors           | Argentina      | 2016-2018 |
| Los Ángeles Galaxy           | Estados Unidos | 2019-2020 |

## Palmarés como preparador físico

### Campeonatos nacionales
| Título           | Club               | Sede         | Año     |
| ---------------- | ------------------ | ------------ | ------- |
| Primera División | C. A. Boca Juniors | Buenos Aires | 2016-17 |
| Primera División | C. A. Boca Juniors | Buenos Aires | 2017-18 |

### Campeonatos internacionales
| Título            | Club        | Sede  | Año  |
| ----------------- | ----------- | ----- | ---- |
| Copa Sudamericana | C. A. Lanús | Lanús | 2013 |